# Old Ideas
Old Ideas – dwunasty album studyjny Leonarda Cohena. Wszystkie teksty na płycie są autorstwa Cohena, którego ciepłemu barytonowi towarzyszą na płycie głosy Dany Glover ("Going home", "Anyhow", "Come healing", "Different sides"), Sharon Robinson ("Amen, "Darkness", "Banjo", "Lullaby"), Hattie i Charley Webb - The Webb Sisters ("Darkness") oraz Jennifer Warnes ("Show me the place"). Anjani Thomas napisała muzykę oraz była producentką "Crazy to love you". W utworze "Banjo" Dino Soldo zagrał na wszystkich instrumentach (z wyjątkiem kornetu).
Poza tym w nagraniach uczestniczyli:
- Neil Larsen - organy Hammonda B3, fortepian, kornet ("Banjo")
- Robert Korda - skrzypce ("Amen")
- Bela Santelli - skrzypce ("Going home", "Show me the place", "Come healing")
- Chris Wabich - perkusja
- Jordan Charnofsky - gitara
- Leonard Cohen - gitara ("Crazy to love you", "Lullaby", "Amen")
- Ed Sanders - śpiew i gitara ("Lullaby")

## Lista utworów
1. "Going Home" 3:10
2. "Amen" 7:39
3. "Show Me the Place" (Cohen, Patrick Leonard) 4:08
4. "Darkness" 4:30
5. "Anyhow" 3:09
6. "Crazy to Love You" (Cohen, Anjani Thomas) 3:08
7. "Come Healing" 2:53
8. "Banjo" 3:26
9. "Lullaby" 4:48
10. "Different Sides" 4:10

## Notowania
| Kraj/Region | Pozycja | Certyfikat | Sprzedaż |
| ----------- | ------- | ---------- | -------- |
| Polska      | 1       | 2x platyna |          |
| Kanada      | 1       |            |          |
| Węgry       | 1       |            |          |